# Eddy Bouwmans
Eddy Bouwmans (Aarle-Rixtel, 30 de gener de 1968) va ser un ciclista neerlandès, que fou professional entre 1990 i 1997. Durant la seva carrera esportiva destaquen les victòries a la Clàssica dels Alps de 1993 i la classificació dels joves del Tour de França de 1992.

## Palmarès
- 1989
  - 1r a la Fletxa Ardenesa
- 1992
  - 1r a la Profronde van Stiphout
  -  1r de la Classificació dels joves del Tour de França
- 1993
  - 1r a la Clàssica dels Alps
  - 1r a Acht van Chaam
  - Vencedor d'una etapa del Critèrium del Dauphiné Libéré
- 1994
  - Vencedor d'una etapa del Critèrium Internacional
  - Vencedor d'una etapa del Tour del Llemosí
- 1997
  - 1r al Teleflex Tour

### Resultats al Tour de França
- 1992. 14è de la classificació general.  1r de la Classificació dels joves
- 1993. 45è de la classificació general
- 1995. 45è de la classificació general

### Resultats a la Volta a Espanya
- 1991. 41è de la classificació general
- 1995. 27è de la classificació general